# Niels van der Kolk
Gerardus Cornelis (Niels) van der Kolk (Veenendaal, 7 oktober 1970) is een voormalig Nederlands waterpolospeler.
Niels van der Kolk nam eenmaal deel aan de Olympische Spelen, in 1996. Hij eindigde met het Nederlands team op de tiende plaats. Tevens speelde hij 2 EK's en een WK. Van der Kolk kwam tijdens zijn sportloopbaan uit voor Het Ravijn uit Nijverdal en AZ&PC uit Amersfoort. Bij AZ&PC behaalde hij 4 maal de landstitel en 3 maal de beker.
Arie van de Bunt · 
Gert de Groot · 
Arno Havenga · 
Koos Issard · 
Bas de Jong · 
Niels van der Kolk · 
Marco Kunz · 
Harry van der Meer · 
Hans Nieuwenburg · 
Joeri Stoffels · 
Eelco Uri · 
Wyco de Vries